# Hencovce
Hencovce es un municipio del distrito de Vranov nad Topľou en la región de Prešov, Eslovaquia, con una población estimada a final del año 2024 de 1340 habitantes.
Se encuentra ubicado en el centro-sur de la región, cerca del río Topľa (cuenca hidrográfica del río Tisza) y de la frontera con la región de Košice.

## Demografía
| Año        | 1994 | 2004 | 2014    | 2024    |
| ---------- | ---- | ---- | ------- | ------- |
| Población  | 0    | 1259 | 1341    | 1340    |
| Diferencia |      | –    | +6,51 % | −0,07 % |

| Año        | 2023 | 2024    |
| ---------- | ---- | ------- |
| Población  | 1315 | 1340    |
| Diferencia |      | +1,90 % |